# Norma Shearer
Edith Norma Shearer (Montreal, 10 augustus 1902 – Los Angeles, 12 juni 1983) was een Amerikaanse actrice. Ze was geboren en getogen in Canada en verhuisde in 1919 naar de Verenigde Staten. Daar brak ze door in de speelfilmindustrie en groeide ze uit tot een bekende filmster in stomme films. Na een succesvolle overgang naar de geluidsfilm was Shearer gedurende de jaren 30 een van de populairste actrices van Hollywood. Jarenlang schreven de media en het publiek over haar als modebewuste en goedverzorgde ster, die in films voornamelijk showgirls, alledaagse vrouwen of seksueel vrijgevochten vrouwen vertolkte.
Shearer was van 1927 tot en met 1936 getrouwd met de invloedrijke filmproducent Irving Thalberg en behaalde daarmee een hoge sociale positie binnen Hollywood en de filmstudio Metro-Goldwyn-Mayer in het specifiek. Haar obsessie met de eeuwige jeugd betekende voor de actrice in de jaren 40 haar ondergang: ze weigerde rollen van oudere vrouwen of moeders te spelen en raakte uiteindelijk in de vergetelheid.
Shearer bleef een belangrijk figuur in Hollywood en was verantwoordelijk voor de doorbraak van acteurs Janet Leigh en Robert Evans. Op latere leeftijd leed ze aan de ziekte van Alzheimer en uiteindelijk overleed ze op 80-jarige leeftijd aan een longontsteking. Voor haar bijdrage aan de speelfilmindustrie werd ze vereeuwigd met een ster op de Hollywood Walk of Fame. Vandaag de dag wordt ze nog steeds gevierd door cinemafeministen als "de eerste Amerikaanse actrice die het acceptabel maakte voor vrouwen om zowel single als niet maagd te zijn op het witte doek."

## Biografie

### Jeugdjaren

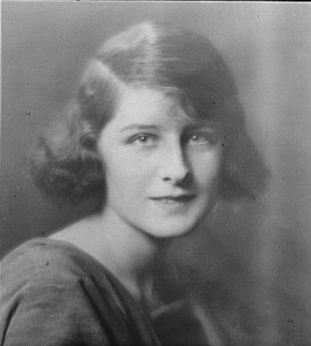
Portret door Arnold Genthe, omstreeks 1920

Shearer werd in Montreal geboren als dochter van Andrew Shearer (1864-1944) en diens negen jaar jongere vrouw Edith (1873-1958). Ze was hun laatste kind; eerder beviel haar moeder van Douglas (1899) en Athole (1900). Hoewel sommige bronnen beweren dat ze in 1900 werd geboren, is 1902 haar officiële geboortejaar.
Ondanks de mentale problemen van haar vader, vertelde Shearer een gelukkige jeugd te hebben beleefd. Ze groeide op in Westmount en bracht haar dagen door met skiën, schaatsen, zwemmen en het bespelen van muziekinstrumenten. Ze sprak over haar leven tussen haar dertiende en zestiende levensjaar als een "geweldige droom". Het huwelijk van haar ouders verliep minder kleurrijk. Andrew was manisch-depressief, en naar geruchten was Edith een heroïneverslaafde. Haar moeder had al bij Shearers geboorte grootse plannen voor haar om een succesvolle artieste of pianiste te worden. Ze schreef haar dochter in bij de Royal Academy of Music, maar staakte de plannen toen haar persoonlijke pianoleraar Blossom Connelly plotseling overleed. Shearer zelf raakte, na op 9-jarige leeftijd een optreden van de Dolly Sisters te hebben gezien, overtuigd om ooit actrice te worden. Haar moeder stuurde haar naar verschillende audities voor schoonheidswedstrijden en toneelstukken in kleine theaters.
Als kind raakte Shearer regelmatig ziek. Ze had last van terugkomende verkoudheden, veroorzaakt door de strenge winters in Canada. Om die reden stond ze tot en met haar tiende niet ingeschreven bij een school. De familie Shearer stond er financieel goed voor. In 1912 ging Shearer voor het eerst naar school en bezocht tot en met 1914 het Montreal High School for Girls. Shearer studeerde vanaf 1914 aan de Westmount High School en onderscheidde zich van medestudenten door de eerste leerling van haar klas te zijn om een boblijn te laten knippen. Haar zus raadde haar aan muzieklessen te blijven volgen, maar Shearer had andere plannen. Nadat ze Pearl White in 1914 op het witte doek zag, was ze vastberaden filmactrice te worden. Ze stopte met de zwemlessen die ze volgde, uit angst dat ze te veel spieren zou ontwikkelen, met als gevolg dat ze geen kans zou maken om een doorbraak te maken in de filmindustrie.
Vanaf haar vijftiende deed ze mee aan missverkiezingen en won ze haar eerste prijzen. Ze was zeer populair op de middelbare school en had in deze periode een relatie met een jongeman genaamd Jack Gardner, van wie ze aan het voorjaar van 1918 afscheid nam toen hij het leger in ging. Er kwam een verandering aan de welgesteldheid van het gezin toen Andrew door zowel de Eerste Wereldoorlog, als een landelijke depressie al zijn geld verloor. Shearer werkte daarom al als tiener om het gezin financieel te steunen. Ze stopte op 16-jarige leeftijd met haar school om geld te verdienen en kreeg een baan in een muziekwinkel. In 1919 kreeg Athole haar eerste zenuwinzinking. Het hoge geldbedrag dat vereist was voor een behandeling had desastreuze financiële gevolgen voor de familie; de familie kreeg te maken met ernstige armoede.

### Leven in New York

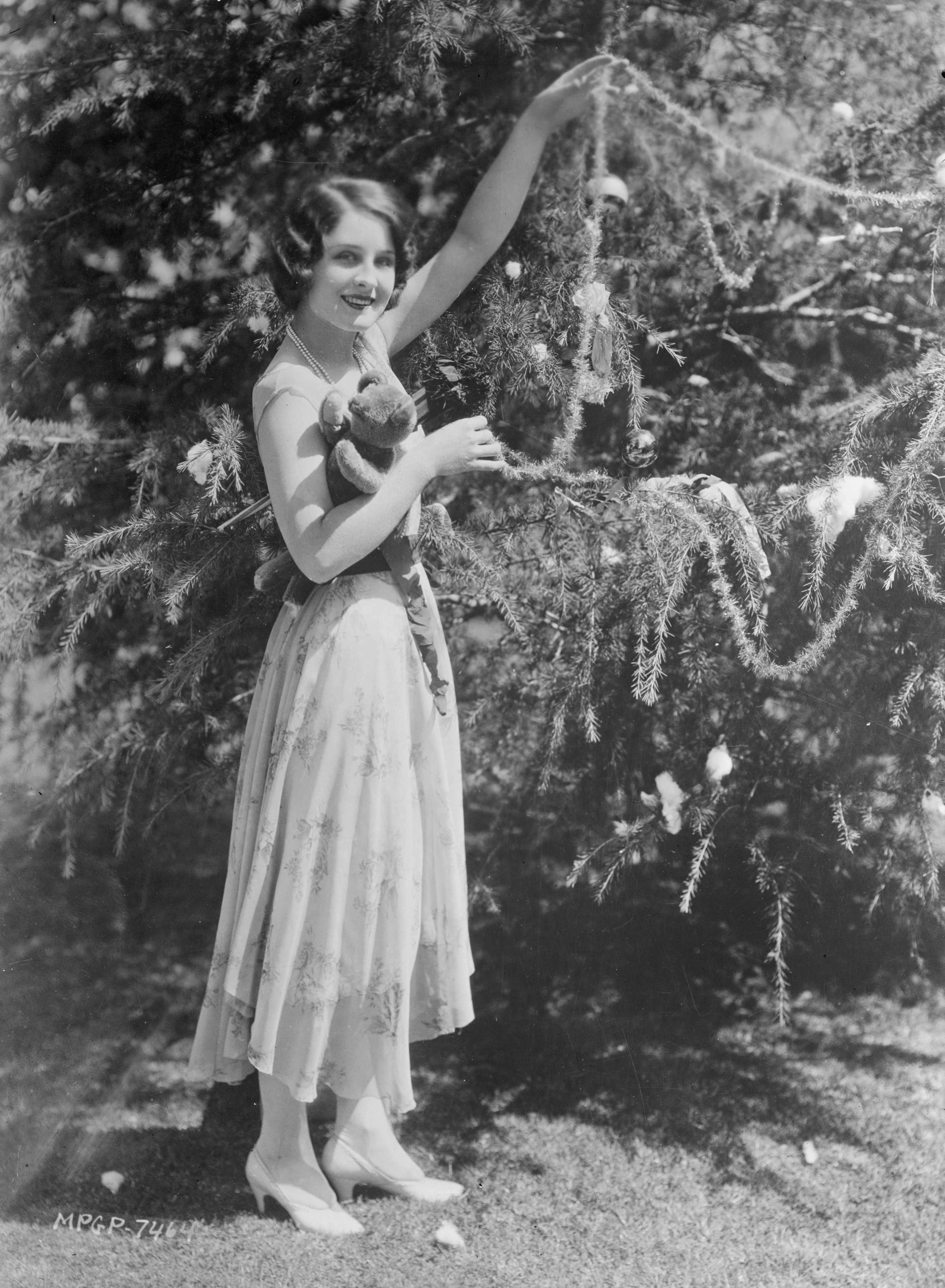
Shearer aan het begin van de jaren 20

Aan het einde van de jaren 10 van de twintigste eeuw liep het huwelijk van Shearers ouders stuk. Haar moeder zag geen toekomst voor haar kinderen in Montreal verhuisde in januari 1920 met haar twee dochters naar New York in de hoop om naam te maken in de entertainmentindustrie. Ze namen vestiging in een appartement dat bestond uit slechts één kamer, die fungeerde als zowel keuken als slaapkamer. Na een ontmoeting met impresario Florenz Ziegfeld, deed Shearer auditie op Broadway in de hoop geselecteerd te worden als een van de Ziegfeld Follies. Ze werd echter afgewezen, met als uitleg dat ze "te klein" was en "te dikke benen" had. Ziegfeld zag geen potentie in haar als danseres of als showgirl.
Shearer kreeg in plaats daarvan werk in een warenhuis en deed in haar vrije tijd auditie bij verschillende toneelgezelschappen. Na maandenlange afwijzingen, slaagde ze erin werk te vinden. Ze deed modellenwerk voor verschillende advertenties, uiteenlopend van autofolders tot modetijdschriften. Daarnaast schreef ze zich in bij een vereniging die specialiseerde in het uitdelen van figurantenrollen. Het duurde niet lang voordat ze voor het eerst in films te zien was, met kleine rollen in films als The Flapper (1920), Way Down East (1920) en The Restless Sex (1920).
Aan het begin van haar carrière kreeg Shearer met regelmaat te maken met afwijzing. Ze bezocht ze meerdere keren het theater om te leren van de optredens, en bracht veel tijd door voor de spiegel. Haar kleine rollen in films leverden haar wel aandacht op in de modellenindustrie. Shearer werd gevraagd om te poseren voor verscheidene kunstenaars, onder wie James Montgomery Flagg, Charles Dana Gibson en Rolf Armstrong. Ze brak door als model voor een autobedrijf, waar ze bekend kwam te staan onder het pseudoniem 'Miss Lottie Miles'. Toen ze geen aanbiedingen meer kreeg in de modellenindustrie, begon ze zich te richten op de film. In de zomer van 1920 kreeg ze haar eerste grote rol, toen ze was te zien in The Stealers. Hoewel het als een B-film werd uitgebracht, werd het een succes bij het publiek.
Ze ging vrijwel onopgemerkt voorbij bij de pers, maar de film leverde haar wel een kleine rol op in The Sign on the Door (1921), waar naamgenoot en superster Norma Talmadge de hoofdrol in speelde. Shearer kreeg hierna hoofdrollen in nog meer B-films. In 1922 speelde ze voor het eerst de vrouwelijke hoofdrol, in The Man Who Paid. Ook was ze dat jaar te zien tegenover de destijds populaire acteur Eugene O'Brien in Channing of the Northwest (1922). Tijdens de draaiperiode kreeg ze een kortdurende relatie met hem. Nadat de film werd uitgebracht, sprong ze in het oog bij producent Irving Thalberg. Hij bood haar een filmcontract aan bij de studio Metro Pictures Corporation, met een verzekerd salaris van $150 per week. Shearer accepteerde zonder enige twijfel dit aanbod. In het oosten van het land was ze in nog maar twee films te zien; A Clouded Name (1923) en Man and Wife (1923).

### Opkomst in Hollywood

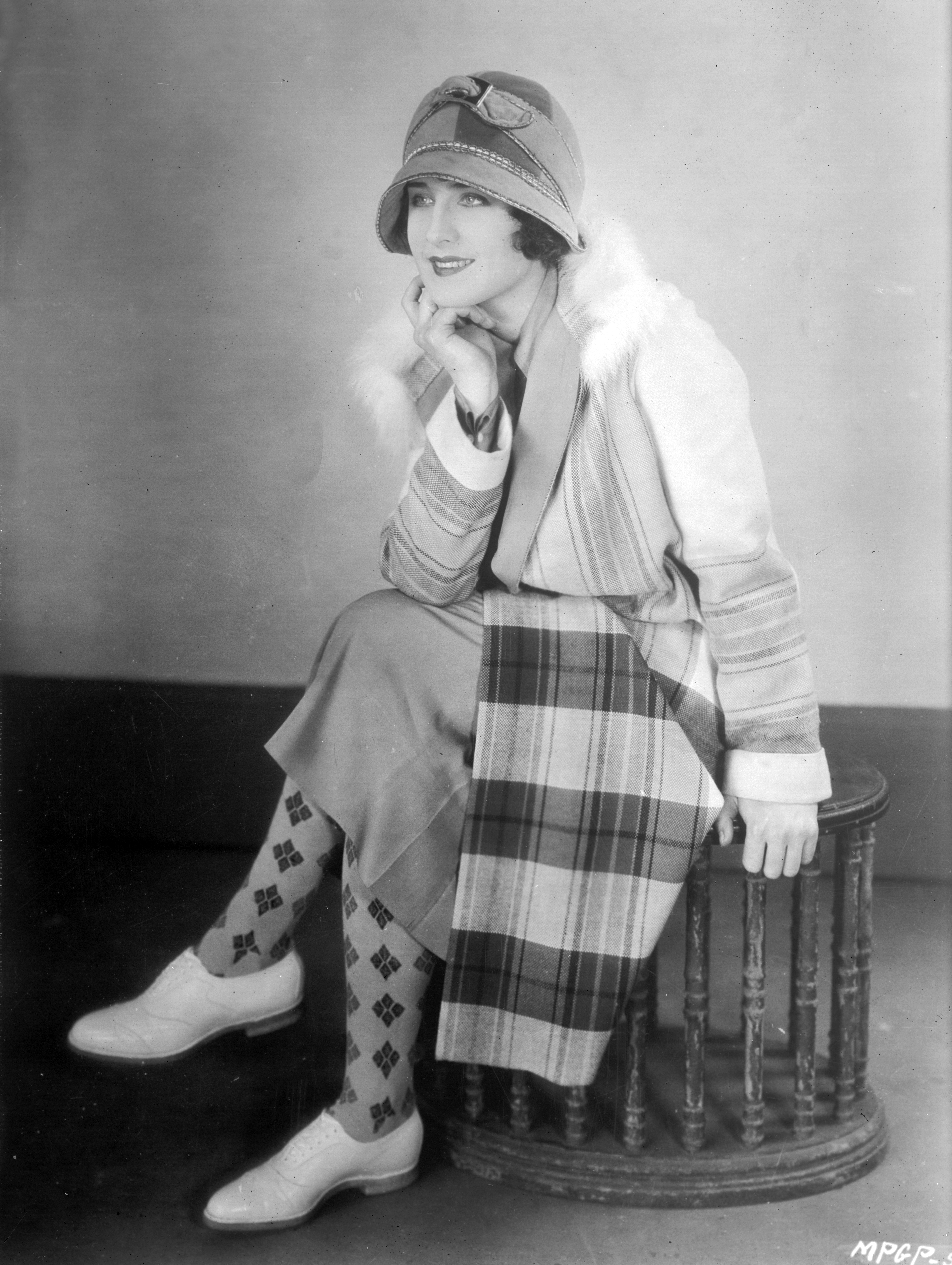
Shearer in Hollywood

Shearer vertrok in het najaar van 1923 met haar moeder naar Hollywood. Ze verwachtte dat de pers haar zou opwachten bij het treinstation. Toen dit niet het geval bleek te zijn, reageerde ze teleurgesteld. De actrice en haar moeder moesten hun eigen weg vinden naar hun nieuwe thuisplaats, een hotel in het hart van Hollywood. De pers schreef gedurende haar gehele carrière over dit incident. De volgende dag ontmoette ze Thalberg en Louis B. Mayer, die een screentest voor haar klaar hadden liggen voor de hoofdrol in de film The Wanters (1923). De regisseur was niet onder de indruk van haar en stelde Marie Prevost aan als de hoofdrolspeelster. Shearer moest genoegen nemen met een bijrol.
De volgende film waaraan ze meewerkte voor de studio was Pleasure Mad (1923). De regisseur Reginald Barker was niet geïmponeerd door Shearer en liet haar extra hard werken. Shearer diende een klacht in bij de studiohoofd Mayer en ging ervan uit dat hij haar zou steunen. Mayer werd echter razend en commandeerde haar om altijd te luisteren naar de regisseur. Thalberg vertelde haar dat de regisseur enkel haar zelfverzekerdheid wilde opkrikken en dat haar contract zou worden beëindigd, als ze niet oplette. Ze keerde geëmotioneerd terug naar de set en maakte hier gebruik van bij een droevige scène met tegenspeelster Mary Alden. Shearer kreeg na de release van de film enkel lovende kritieken. Ze verwachtte dat ze meer uitdagende rollen zou krijgen, maar dit bleek niet het geval te zijn. Volgens verschillende bronnen zou ze in haar beginperiode in Hollywood regelmatig in tranen uitbarsten omdat ze werd afgewezen voor de rollen die ze dolgraag wilde en in plaats daarvan werd opgezadeld met in haar ogen oppervlakkige rollen.
Niettemin groeide Shearer uit tot een actrice die werd geprezen om haar acteerspel. Ze acteerde al aan het begin van haar carrière in Hollywood tegenover verschillende grote namen, onder wie Irene Rich, John Gilbert, James Kirkwood, Adolphe Menjou en Mae Busch. Na anderhalf jaar had ze nog steeds niet de roem die ze naar eigen mening had verdiend, maar ze besefte dat haar contract kon worden verbroken als ze in protest zou komen. Door haar ijverigheid maakte ze veel indruk op de crew. Jack Conway, de regisseur die met haar werkte aan Lucretia Lombard (1923), was zo onder de indruk van de actrice, dat hij er persoonlijk voor zorgde dat haar bijdrage aan de film in de montagekamer werd uitvergroot.
Shearer behaalde haar eerste hoogtepunt in 1924, toen ze naast Lon Chaney te zien was in He Who Gets Slapped. Het was de eerste film die Metro Pictures maakte onder het huidige Metro-Goldwyn-Mayer. De film genoot een groot succes en inspireerde verschillende filmmakers. In haar privéleven bleven hoogtepunten echter uit. Shearer kreeg op de set van Empty Hands (1924) een affaire met regisseur Victor Fleming. Ze had plannen om met hem te trouwen, maar hij had enkel interesse in lichamelijk contact. Deze informatie werd pas jaren later openbaar gemaakt: Shearer weigerde namelijk over haar privéleven te praten met de pers, uit angst om betrokken te raken bij een schandaal. De pers schreef dat ze een relatie had met John Gilbert, John Boles en Conrad Nagel; Shearer ontkende alle geruchten en vertelde dat ze het te druk had met haar werk om een liefdesleven te hebben.
Ondertussen groeide Shearer uit tot een van de populairste actrices van Hollywood. Na het succes van He Who Gets Slapped werd haar salaris verhoogd naar $1.000 per week. Desondanks was ze angstig om haar sterrenstatus te verliezen aan succesvolle nieuwkomers als Greta Garbo, die ook wel de 'Zweedse Norma Shearer' werd genoemd. Ze klaagde regelmatig bij Thalberg en eiste uitdagende rollen in baanbrekende films. Thalberg merkte op dat Shearer tot dan toe vrijwel uitsluitend in filmdrama's te zien was. Om die reden plaatste hij haar in de komische film Excuse Me (1925).

### Huwelijk met Thalberg

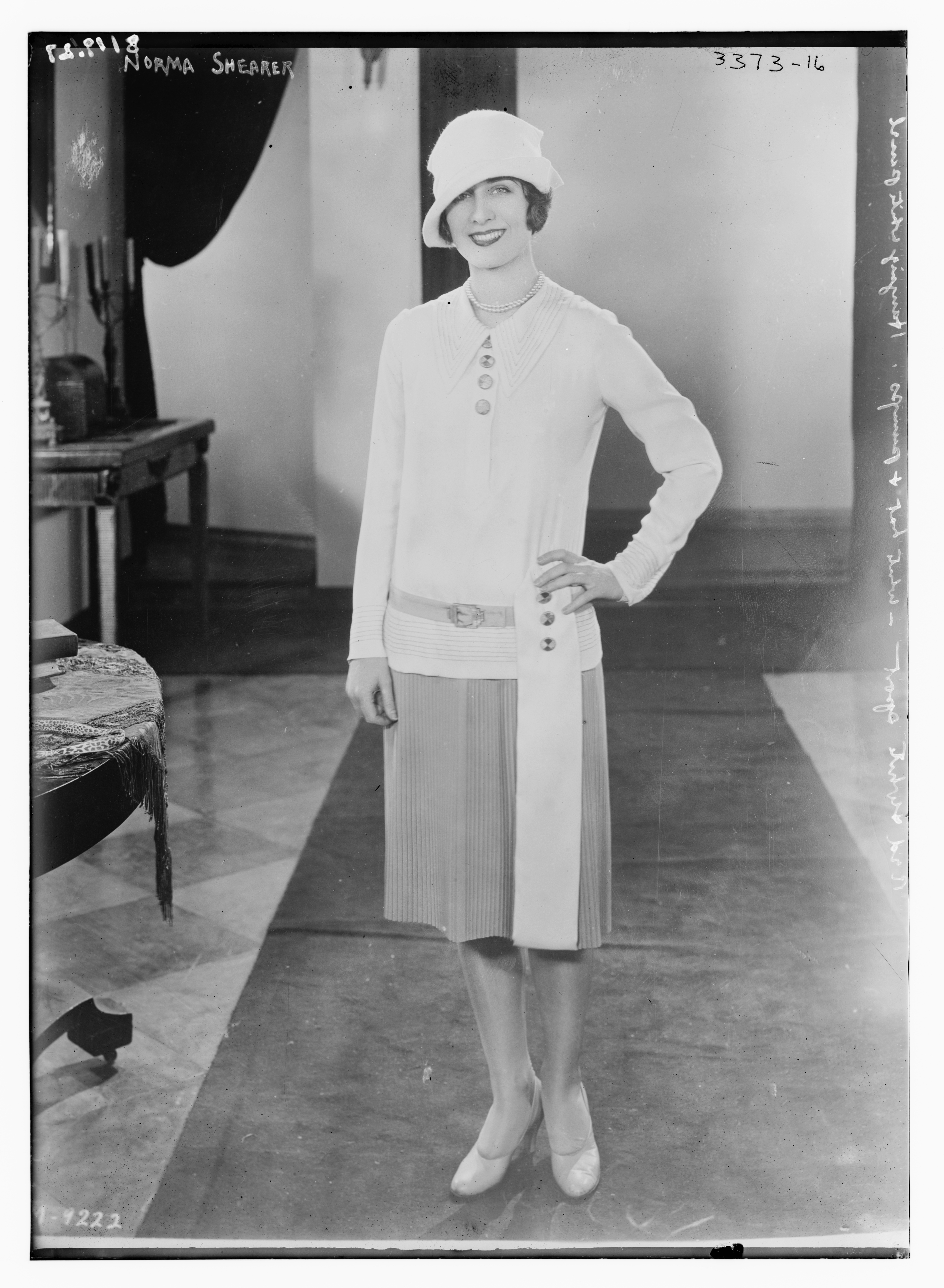
Shearer in 1927

Hoewel Shearer enkel naar zijn kantoor kwam om te klagen over de films waar ze meespeelde, had Thalberg hogere bedoelingen met Shearer en verklaarde haar zodoende de liefde. Ze maakten in juli 1925 hun eerste publieke verschijning als koppel bij de première van Charlie Chaplins The Gold Rush (1925). Een contactspersoon van Shearer vertelde in een later interview dat Shearer al snel voor Thalberg was gevallen en plannen had om met hem te trouwen.
Shearer was in 1925 te zien in Lady of the Night, een film die een ommekeer betekende voor haar carrière. Ze was inmiddels een gevierde actrice in Hollywood en vanaf deze film werd vrijwel elke film waarin ze te zien was een groot succes. Op de set groeide er al rivaliteit met de toen nog beginnende actrice Lucille LeSueur, die later bekend zou worden als Joan Crawford. Ook gingen er geruchten rond dat ze een affaire had met de regisseur van de film, Monta Bell. Om niet de interesse van het publiek te verliezen, speelde Shearer in deze periode regelmatig controversiële rollen.
Hoewel de films niet altijd in de smaak vielen bij de pers, werd Shearer vrijwel altijd geprezen om haar acteerprestaties. Veel van de films waarin ze te zien was, brachten dan ook dikwijls twee keer het bedrag van het budget op. In A Slave of Fashion (1925) speelde ze voor het eerst een modebewuste vrouw, een personage dat de actrice in de jaren 30 zou kenmerken. Tijdens de opnames van Upstage (1926) raakte ze goed bevriend met acteur Oscar Shaw, die haar overtuigde het theater in te gaan. Haar toneelcarrière was niet van lange duur, omdat ze er zich naar eigen zeggen geen raad mee wist. In 1927 groeide ze uit tot een van de succesvolste comédiennes uit de filmindustrie en had volgens verschillende bronnen enkel Colleen Moore meer succes in dat gènre.
Ondanks het feit dat ze een grote ster was geworden, werd Shearer nog steeds beschouwd als een tweederangs actrice door de studio. Ze moest het nog altijd doen met een salaris van $1.000 per week. Na het commerciële succes van After Midnight (1927) vroeg ze Mayer om een nieuw contract, waarin haar salaris in vijf jaar tijd vervijfvoudigd zou worden. Mayer stemde daarin enkel toe, omdat hij plannen had om haar binnen deze periode te ontslaan. Op aandringen van Thalberg mocht Shearer uiteindelijk haar contract behouden. Ondertussen bereikte haar open relatie met Thalberg een nieuw niveau. Nadat hij zijn affaire met actrice Constance Talmadge had beëindigd en te horen had gekregen van dokters dat op jonge leeftijd zou overlijden, kreeg hij de drang te trouwen en een gezin op te bouwen. Eind januari 1927 maakte het koppel hun verloving openbaar; ze trouwden op 27 september dat jaar. Hoewel de actrice anglicaans werd opgevoed, gaf ze toe aan de wensen van haar man een joodse ceremonie te houden. De bruiloft kreeg veel aandacht van de media.
Er was echter weinig tijd voor een huwelijksreis. Een week eerder werd de film The Student Prince in Old Heidelberg uitgebracht en aan Shearer werd vereist om de film te promoten. De samenwerking met regisseur Ernst Lubitsch verliep rampzalig. Het publiek had niets in de gaten: de film bracht $900.000 op. Hierna gaf Thalberg haar de hoofdrol in The Latest from Paris (1928). De film werd na de uitbrengst haar eerste grote flop sinds ze een sterrenstatus had bereikt. Hierna ging ze een andere richting in. Haar volgende film The Actress (1928) betekende voor Shearer haar kostuumfilmdebuut.
Na haar bruiloft met Thalberg was Shearer het middelpunt van de aandacht bij sociale gelegenheden. Ze verscheen altijd in lange jurken en gedroeg zich beleefd naar iedereen, ongeacht wat ze vond van de desbetreffende persoon. Ze groeide uit tot de meest gerespecteerde actrice van de studio en vrijwel elke actrice werkzaam bij Metro-Goldwyn-Mayer was jaloers op haar status. Volgens binnenstaanders had ze echter weinig vrienden. Volgens Irene Selznick, de vrouw van producent David O. Selznick, had Shearer het te druk om vrienden te hebben. Nadat haar zus in Athole in 1928 nog een depressieve aanval kreeg, begon Shearer zich opnieuw ernstige zorgen te baren en bouwde daarom een muur om haar heen. Het resultaat hiervan was dat bijna niemand wist hoe ze werkelijk was.

### Overgang naar de geluidsfilm

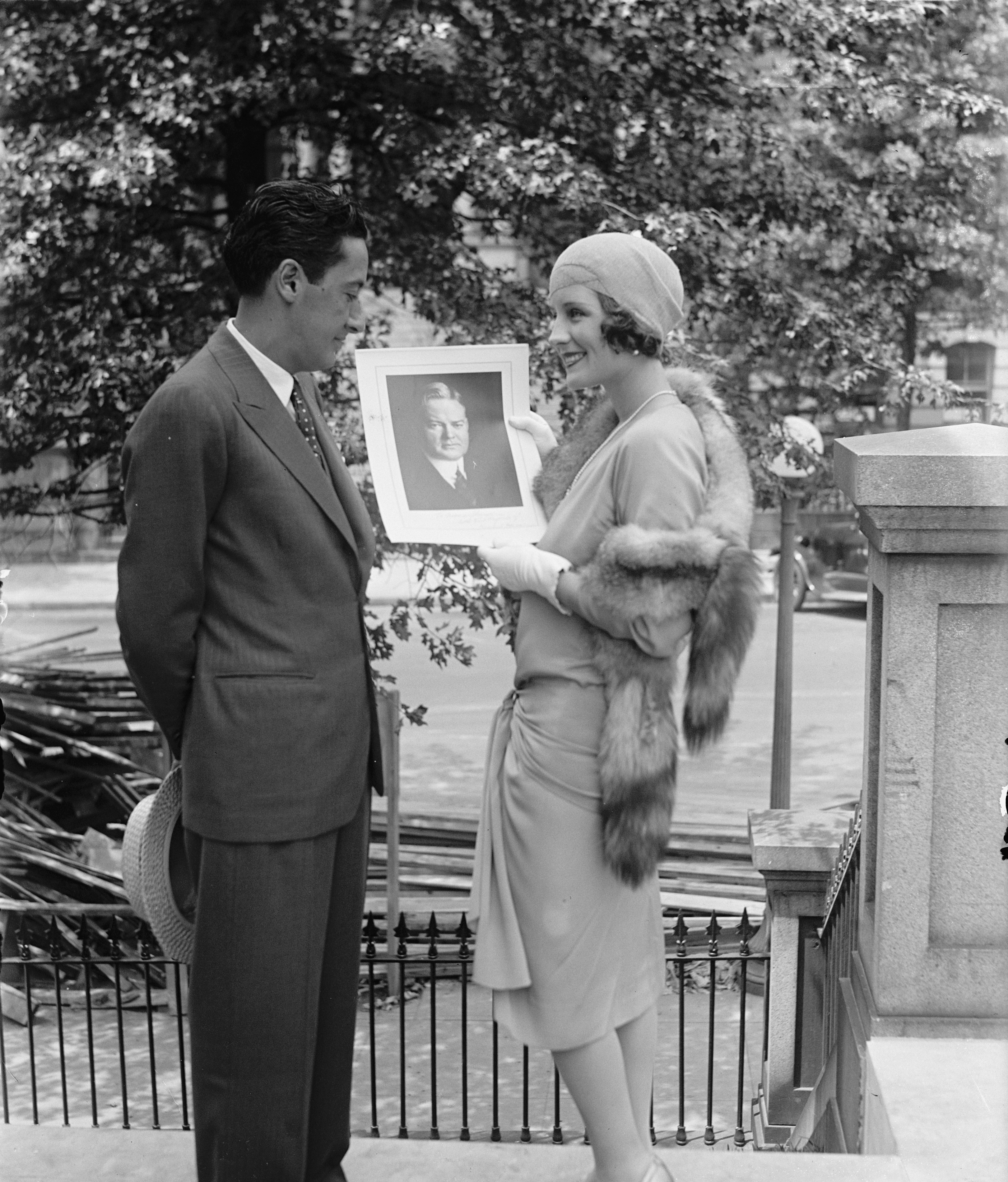
Shearer met echtgenoot Thalberg in 1929

Ondanks de entree van de geluidsfilm in 1927, was Shearer in 1928 enkel in stomme films te zien. Haar laatste films werden bijna allemaal door de critici afgekraakt. Ze was ervan bewust dat er iets moest veranderen en er werd dan ook verwacht dat haar stem te horen zou zijn in de film A Lady of Chance (1928). Shearer koos hiermee te wachten, omdat ze naar eigen zeggen wilde dat haar eerste geluidsfilm van betere kwaliteit zou zijn. Na de uitbrengst in februari ging ze met haar man op huwelijksreis naar Europa. Volgens binnenstaanders had deze reis veel invloed op Shearer. Na haar terugkomst in mei was ze volgens hen veranderd in een volwassen en verfijnde dame.
Hierna begonnen de opnamen van The Trial of Mary Dugan (1929), Shearers eerste geluidsfilm. De druk lag hoog, aangezien veel actrices geen succesvolle overgang wisten te maken naar de geluidsfilm. Het feit dat Shearer nauwelijks ervaring had in het theater, droeg bij zenuwachtige houding in deze periode. Ter voorbereiding nam ze spraaklessen bij de University of Southern California. Daarnaast was er de angst dat ze niet geschikt zou zijn voor de rol, die veel emoties vereiste. Thalberg was ervan overtuigd dat Shearer naar luchtiger materiaal moest zoeken, maar Shearer was vastberaden de rol te spelen. Het bleek geheel onverwachts een enorm succes te worden. Shearers stem werd positief ontvangen door het publiek en kreeg de bijnaam "The First Lady of the Talkies" (De eerste vrouw van de geluidsfilm). Shearers carrière en succes was verzekerd.
Shearers volgende film The Last of Mrs. Cheyney (1929) werd een nog grotere bioscoophit. De film die hierna werd uitgebracht, Their Own Desire (1929), was echter een teleurstelling. Shearer was ontevreden met de films waar producenten van de studio haar in gebruikten en vertelde ooit aan Ramón Novarro dat ze een hekel had aan de kwaliteit van Their Own Desire. Ze zocht naar een meer uitdagende filmrol en zette haar zinnen op de hoofdrol in The Divorcee. De bazen van Metro-Goldwyn-Mayer namen haar echter niet serieus, omdat het hoofdpersonage sensueel was en Shearer nooit eerder een seksueel geladen jongedame had gespeeld. Zelfs haar echtgenoot was ervan overtuigd dat Joan Crawford geschikter zou zijn voor de rol.

### Een nieuw imago

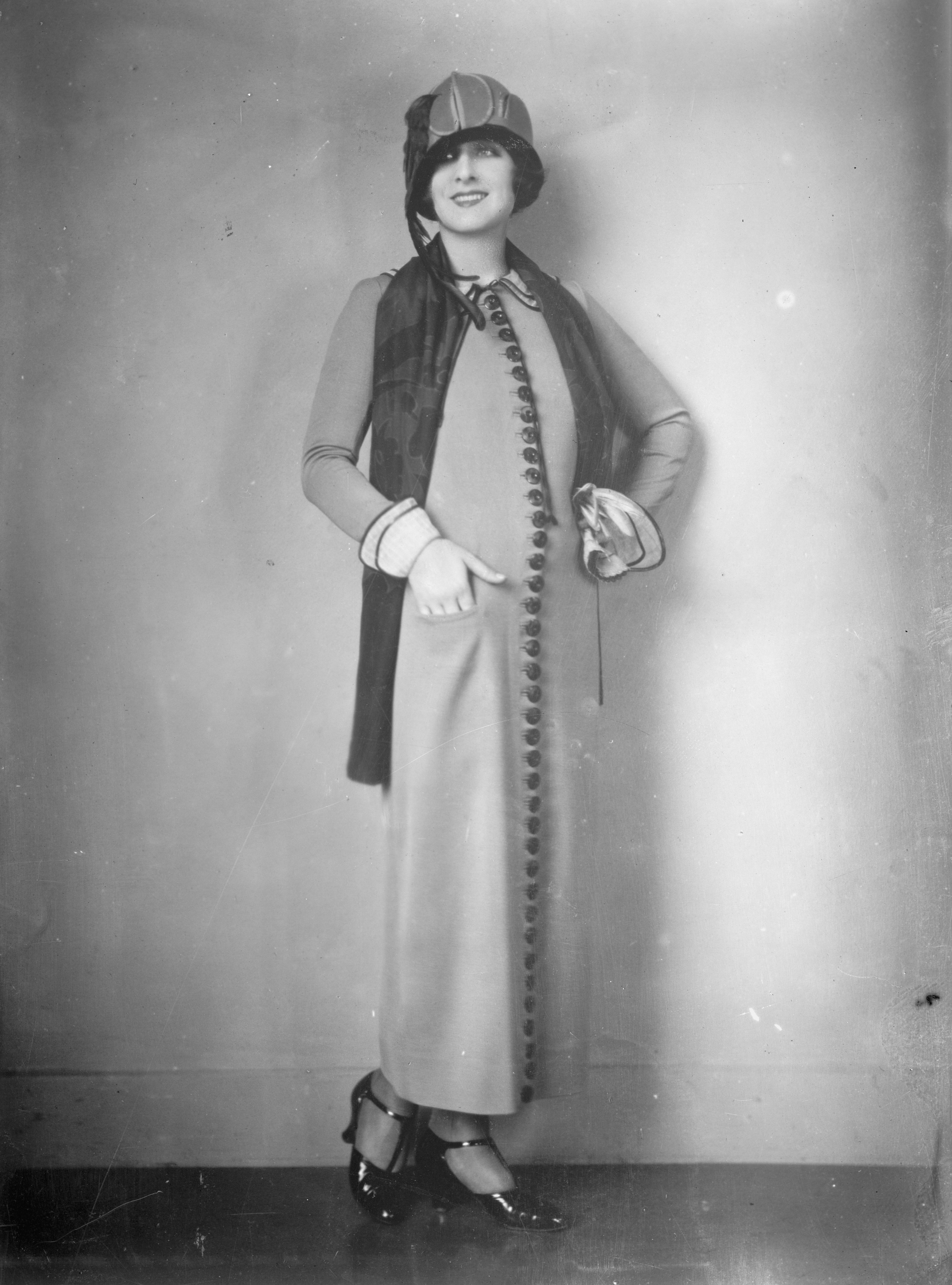
Portret van Shearer

Ondanks de kritieken, was ze vastberaden de rol te spelen en begon zelfs een publieke campagne om haar doel te bereiken. Ze besloot uitdagende foto's van zichzelf te maken. Deze liet ze zien aan de bazen van de studio, die onder de indruk van haar waren. Ze kreeg uiteindelijk de rol. The Divorcee werd een enorm succes. Shearer wist succesvol haar imago van een nette dame van zich te werpen en ze werd bekroond met een Academy Award voor Beste Actrice. Hiermee versloeg ze Greta Garbo, Ruth Chatterton, Gloria Swanson en Nancy Carroll.
Tijdens de opnamen ontdekte Shearer dat ze zwanger was van Thalberg. Ze verwachtte niet een gezin te beginnen, maar stond wel open voor een kind. Toen ze hoogzwanger was, was ze gedwongen zich terug te trekken van de aankomende film Paid (1930). Rivale Joan Crawford werd aangesteld als haar vervanger. Haar zoon Irving Grant Thalberg Jr. werd in augustus 1930 geboren. Vlak voor de bevalling had ze een lange vakantie genomen en er stonden geruchten dat ze met pensioen was gegaan. Ze was echter druk bezig met de onderhandelingen van een nieuw contract, waarbij ze $6.000 per week zou verdienen. Na de geboorte van haar zoon stond Shearer symbool voor een ideale combinatie van privéleven en carrière. Haar persoonlijke leven liep echter niet zo goed. Athole's mentale problemen verslechterden met de dag en de echtgenote van Douglas pleegde in deze periode zelfmoord.
Shearers carrière voldeed wel aan alle verwachtingen. Minder dan drie maanden na de geboorte van haar zoon stond ze alweer op de set. Volgens haar zoon kregen ze nooit een hechte band en zette ze haar carrière op de eerste plaats. Haar volgende films Strangers May Kiss (1931) en A Free Soul (1931) werden allebei zeer succesvol. Ze speelde steeds vaker sensuele vrouwen en behaalde uiteindelijk de status van een sekssymbool. Deze titel bevestigde ze door een uitdagende en onthullende jurk te dragen in A Free Soul. Ze werd later genomineerd voor een Oscar voor haar rol in die film, maar verloor deze van Marie Dressler voor haar rol in Min and Bill (1930). De pers was destijds overwegend preuts en sprak dan ook niet positief over haar nieuwe imago.
Na deze successen kreeg Shearer voor het eerst in tijden te maken met films die flopten. Zowel Private Lives (1931) als Strange Interlude (1932) werden teleurstellend ontvangen. Voor haar rol in Strange Interlude werd ze dan ook afgekraakt door de pers. Thalberg besteedde veel tijd aan het bekender maken van Shearer. Zo zag hij graag dat ze een van de hoofdrollen speelde in de filmklassieker Grand Hotel (1932), maar ze sloeg, geheel tot de teleurstelling van haar man, de rol af. Het publiek reageerde echter negatief op het overvloed aan publiciteit. Ondertussen werd ze in april 1932 officieel ingewijd als Amerikaanse burger. Ze vond dit een lange tijd niet nodig, maar deed het naar eigen zeggen als eerbetoon aan het land dat zoveel voor haar roem heeft betekend.

### Koningin van MGM
Aan het einde van 1932 werd Shearer weer populair. De toen pas uitgebrachte film Smilin' Through (1932) werd een enorm succes. Ze liet haar imago van een sekssymbool terwege en werd voortaan gezien als een aanzienlijke vrouw. Niet veel later kreeg Thalberg een ernstige hartaanval. Shearer besloot een pauze te nemen om hem te verzorgen en was daarom in 1933 niet op het scherm te zien. De aanbiedingen bleven binnenkomen, zo ook de hoofdrol in Another Language (1933), maar ze sloeg alles af. In plaats daarvan ging ze met het hele gezin met een zeilboot naar Europa. Toen Thalberg was hersteld, keerden ze allebei terug naar Hollywood. Thalberg had echter veel van zijn macht en aanzien verloren. Shearer bleek nog net zo succesvol als voorheen. Hoewel haar volgende film Riptide (1934) slecht werd ontvangen, bracht het veel geld op.
Haar volgende film The Barretts of Wimpole Street (1934) bleek een beter geheel te zijn. Hierin vertolkte ze dichteres Elizabeth Barrett, een rol die in eerste instantie was weggelegd voor actrice Marion Davies. Davies' minnaar en krantenmagnaat William Randolph Hearst was razend dat Shearer de rol was gegeven en weigerde haar nog aandacht te geven in zijn krantenartikelen. Shearer aarzelde voor een lange tijd voordat ze de rol accepteerde, omdat ze vreesde dat deze veeleisende rol zijn tol zou vergen en het publiek merkte dat ze wellicht niet veelzijdig zou zijn als actrice. Het tegendeel bleek het geval: Ze werd wederom genomineerd voor een Oscar, maar verloor deze van Claudette Colbert voor haar rol in It Happened One Night (1934). Ook werd ze bij een opiniepeiling benoemd tot de populairste actrice in Engeland.

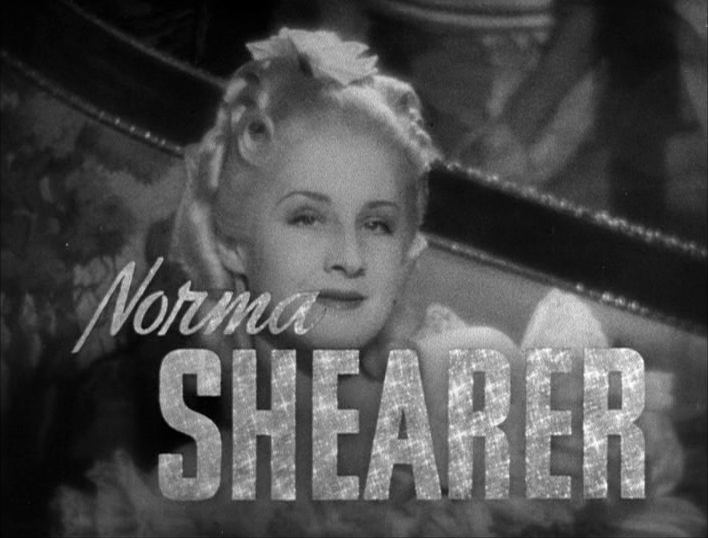
Shearer in Marie Antoinette (1938)

Shearer raakte in deze periode voor de tweede keer zwanger. Ze besloot een lange pauze te nemen en was twee jaar lang niet te zien op het scherm. In juni 1935 beviel ze van dochter Katherine. Hierna keerde ze terug naar het witte doek, met een hoofdrol in Romeo and Juliet. Het was wederom een rol die Davies zou spelen. Het werd positief ontvangen door critici. Shearer kreeg dan ook voor de vierde keer een Oscarnominatie. Deze verloor ze echter van Luise Rainer voor dier rol in The Great Ziegfeld (1936). Het uitbundige budget vergde echter zijn tol. Het bracht $900.000 minder op dan wat het had gekost.
Slechts twee weken na de première overleed Thalberg op 37-jarige leeftijd aan een longontsteking. Ze was op dat moment al betrokken bij de opnames van Marie Antoinette. Deze werd echter na het overlijden van Thalberg, co-producent van de film, stopgezet. Mayer nam aan het begin van 1937 contact op met haar om haar toekomst te bespreken. Shearer was inmiddels veranderd in een kluizenares had geen interesse in terug te keren naar het scherm, maar besloot toch mee te werken aan de film. Het publiek nam haar aankondiging dat ze daarna met pensioen zou gaan niet al te serieus. Shearer was in deze periode namelijk een van de populairste actrices van Hollywood en was onlangs een vermogen van ongeveer $10 miljoen nagelaten door haar man. Met pensioen gaan was volgens het publiek ongepast.
De opnames van Marie Antoinette begonnen eind december 1937 en verliepen rampzalig. Shearer eiste een hoog salaris en schakelde haar advocaten in om het geld dat Thalberg voor zijn dood verdiende, te ontvangen. Hoewel de bazen van Metro-Goldwyn-Mayer zich steeds meer begonnen te ergeren aan Shearers gedrag, bleek ze nog steeds een populaire actrice te zijn. Aan het einde van 1937 en het begin van 1938 gingen er dan ook geruchten rond dat ze de rol van Scarlett O'Hara had gekregen in Gone with the Wind. Shearer bevestigde al in april 1937 dat ze niet zou meewerken aan de film, maar de geruchten bleven desondanks lang voortleven. In juni 1938 meldden verschillende kranten dat Shearer de rol had gekregen. Ze vertelde enthousiast te zijn mee te werken. Er kwam echter klachten vanuit het publiek, omdat Shearer niet sensueel genoeg zou zijn. De rol ging uiteindelijk naar Vivien Leigh.

### Einde van een carrière

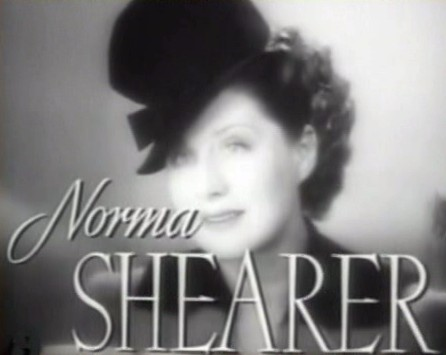
Shearer in The Women (1939)

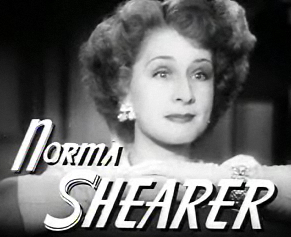
Shearer in We Were Dancing (1942)

Veel producenten bij Metro-Goldwyn-Mayer keerden Shearer de rug toe. Ze hielden haar nauwlettig in de gaten, zodat ze haar contract konden verbreken als ze een fout zou maken. Er waren al veel vermoedens dat ze met pensioen zou gaan, omdat Romeo and Juliet flopte en velen de actrice gingen haten. De opbrengsten uit entreegelden van Marie Antoinette waren echter uitmuntend en Shearer kreeg haar laatste Oscarnominatie. Deze verloor ze van Bette Davis voor haar rol in Jezebel.
In deze periode werden er verschillende liefdesaffaires van Shearer beschreven in tijdschriften. Zo kreeg ze een affaire met George Raft, een getrouwde acteur die er geen geheim van maakte dat hij verliefd was op de actrice. Ook kreeg ze een kortdurende relatie met Mickey Rooney. Dit veroorzaakte veel ophef bij zowel het publiek als Mayer, omdat Rooney 16 jaar oud was en Shearer al 20 jaar ouder was. Later had ze ook nog een relatie met acteur James Stewart. De actrice was inmiddels erg veranderd. Ze stond voor een lange tijd bekend als een sociale dame en perfecte gastvrouw, maar vervreemdde zich na de dood van Thalberg van veel van haar vrienden en liet zich nauwelijks zien bij openbare gelegenheden. Een paar van haar weinig overgebleven vrienden waren Merle Oberon, Lady Sylvia Ashley en Charles Boyer.
Na een rol in de musicalfilm Idiot's Delight (1939), was ze naast rivale Joan Crawford te zien in The Women (1939). De samenwerking verliep met veel problemen en op een gegeven moment smeekte Shearer de regisseur George Cukor zelfs om Crawford te ontslaan. Na het succes van de film, werd haar de hoofdrol in zowel Susan and God (1940) als Escape (1940) aangeboden. Ze koos uiteindelijk voor de hoofdrol in Escape, een geprezen film. Susan and God werd daarentegen een grote flop. Hierna werden haar talloze scripts aangeboden. Shearer wees de hoofdrollen in Mrs. Miniver (1942), Now, Voyager (1942) en Old Acquaintance (1943) af. Ze plande om mee te werken aan Pride and Predujice (1940), maar Mayer ontsloeg haar en stelde nieuwkomer Greer Garson aan voor de hoofdrol.
Desondanks koos Shearer ervoor mee te werken aan de films We Were Dancing (1942) en Her Cardboard Lover (1942). De films werden beiden zeer slecht ontvangen. Hoewel haar een nieuw filmcontract werd aangeboden, besloot Shearer met pensioen te gaan. Volgens menig bron is dit te danken aan de ontvangst van Her Cardboard Lover, die door de pers in de grond geboord werd. Zelf vertelde ze dat ze een punt zette achter haar carrière om dat te doen wat ze altijd al in haar leven had gewild. Zo wilde ze vloeiend Frans kunnen spreken, opnieuw piano spelen en een boek schrijven. Nog in hetzelfde jaar trouwde ze met de twintig jaar jongere ski-instructeur Martin Jacques Arrouge. Hij ging vlak na de ceremonie het leger in. De pers en het publiek vermoedden dat hij enkel met haar was getrouwd om haar geld. Ondertussen kreeg Shearer te maken met nog een tegenslag: Haar vader leed aan een ernstige ziekte en voor de beste behandeling moest hij opgenomen worden bij een sanatorium. Zijn toenmalige echtgenote Elizabeth was tegen dit idee en spande een rechtszaak aan. Voor haar vader was het inmiddels al te laat; hij stierf in 1944 op 80-jarige leeftijd.

### Latere leven
Hoewel Shearer na 1942 niet meer in films te zien was, bleef ze wel in Hollywood wonen. Ze had nog veel contacten met personen in de filmindustrie en speelde een belangrijke rol bij sociale gelegenheden. In 1946 plande ze een comeback te maken. Ze tekende een driejarig contract bij Enterprise Productions en bereidde zich voor op een film van David Lewis, een producent die ooit samenwerkte met Thalberg. De studio ging failliet voordat de film gemaakt kon worden. Ze werd overwogen voor de hoofdrollen in All About Eve (1950) en Sunset Boulevard (1950) en werd de vervangende rol van Gertrude Lawrence aangeboden in het toneelstuk Lady in the Dark. Ook was ze verantwoordelijk voor de doorbraak van acteurs Janet Leigh en Robert Evans.
Shearer bracht in de jaren 50 voornamelijk haar tijd skiënd met haar echtgenoot door in de bergen. Als ze in Hollwood niet verscheidene filmpremières bijwoonde, was ze voornamelijk op reis in Europa. In 1957 brak ze haar been bij het skiën en ging haar gezondheid sterk achteruit. Ze leed aan geheugenverlies en raakte geobsedeerd haar jeugdige uitstraling te behouden. Nadat ze zichzelf uit het raam van een tandarts gooide, kreeg ze in de jaren 60 voor het eerst behandelingen voor haar mentale problemen. In haar latere leven had ze moeite met het herinneren van haar verleden. Zo noemde ze Arrouge regelmatig "Irving". Ze onderging uiteindelijk schoktherapie en werd slechtziend.
In 1980 werd ze opgenomen in een ziekenhuis. Op dat moment leed ze aan ondergewicht. Shearer stierf drie jaar later aan een longontsteking en de ziekte van Alzheimer. Na haar overlijden werd ze gecremeerd. Dit was haar eigen wens en legde ooit uit dat ze een ernstige vorm van claustrofobie had en er daarom niet aan moest denken begraven te worden.